# Xardion
Xardion é um jogo eletrônico de ação no qual o jogador controla robôs com diferentes habilidades, para derrotar o inimigo e atingir objetivos.